# リチャード・L・ダッチスワ
リチャード・L・"ディック" ダッチスワ（Richard L. "Dick" Duchossois、1921年10月7日 - 2022年1月28日 ）は、アメリカ合衆国の実業家。イリノイ州エルムハーストに本社を置くダッチスワグループの創設者兼会長であり、アーリントンパーク競馬場の元オーナー、および鉄道車両製造や軍需産業で知られている。

## 青年期と軍歴
ダッチスワはモーガンパーク軍事アカデミーを卒業した後、ワシントン・アンド・リー大学に通学。その後第二次世界大戦に突入すると兵役志願した。ダッチスワはヨーロッパにおいて5つの作戦に参加し、そのうちには第610駆逐戦車大隊の指揮官として参加したノルマンディー上陸作戦も含まれていた。ダッチスワはアイヒシュテット地域の軍事知事を務め、1946年に退役する前に少佐の階級を得ている。また、モーゼル川での戦闘で負傷したことでパープルハート章を授与されている。

## 家族
ダッチスワは高校の恋人、ビバリー・スレールと結婚した。
息子のクレイグ・J・ダッチスワは、ダッチスワグループの最高経営責任者であり、アメリカ海軍兵学校の訪問者委員会の議長を務めている。

## 経歴
ダッチスワは第二次世界大戦後にスラール・カー・マニュファクチャリング社に入社し、1952年にそのCEOに就任した。 1980年、同社はチェンバレン・マニュファクチャリング社を買収し、ダッチスワが会長に就任した。ダッチスワは親会社の会長職を引き続き務めたが、CEOのポジションは息子に譲っている。
同社は1983年にダッチスワ・インダストリィ（DII）に社名を変更した。またこのときダッチスワはアーリントンパーク競馬場を購入した 。2000年、アーリントンパークはチャーチルダウンズ社と合併し、DIIはその取締役会に複数の議席を保持された。
彼はまた、1983年から1991年までアイオワ州デモインのテレビ局KDSM-TVを所有していた。
2022年1月28日にイリノイ州バーリントンヒルズの自宅にて死去、100歳であった。

## 受賞歴
ダッチソワは第二次世界大戦での兵役でパープルハート章のほか、と2度のブロンズスターメダルを受賞している。
ダッチスワの得た賞には競馬に関するものも多く、1986年にはアメリカンジョッキークラブのゴールドメダル、1988年にはカナダのジョッキークラブからのソヴリン賞特別賞が贈られている。そのほかにもイギリスの競馬作家およびレポーター協会から贈られたダービー卿賞、アメリカ全国の競馬記者から贈られるジョー・パーマー賞などが含まれる。2003年にはエクリプス賞特別賞を受賞、その同年にアメリカ競馬名誉の殿堂博物館の選ぶ「ピラー・オブ・ザ・ターフ」の一員として選出された。
後年、ダッチスワはワシントン・アンド・リー大学から名誉法学博士号を取得した。 また2015年にはワシントン賞を授与されている。このほか、2014年には妻のジュディとともに、慈善活動の功績でシカゴのロヨラ大学からソード・オブ・ロヨラ賞を受賞している。